# Silver Apples
Silver Apples foi uma dupla estado-unidense de música eletrônica e psicodélica formada em Nova Iorque, composta por Simeon Coxe III no sintetizador e Danny Taylor na bateria. O grupo esteve ativo entre 1967 e 1969, antes de ser reformado em meados da década de 1990. Foi um dos primeiros grupos a utilizar a música eletrônica no contexto do rock, antecipando não somente a música eletrônica experimental, o krautrock e o space rock da década de 1970, mas também a dance music e o indie rock da década de 1990.

## História

### Década de 1960
O grupo surgiu a partir da banda de rock The Overland Stage Electric Band. Simeon era o vocalista, mas começou a também incorporar um oscilador de áudio durante os concertos, reduzindo cada vez mais o papel dos outros integrantes até que o grupo reduziu-se a somente Simeon e Taylor. Passaram então a chamar-se The Silver Apples, uma referência ao poema de William Butler Yeats The Song of the Wandering Aengus.
Assinaram contrato com a Kapp Records e lançaram seu álbum de estréia em 1968, Silver Apples, e logo depois o compacto "Oscillations". No ano seguinte lançaram um novo álbum, Contact. Já o terceiro álbum foi gravado em 1970, mas não foi lançado, com o fim do grupo.

### Reunião da década de 1990
Em 1994, a gravadora alemã TRC lançou um bootleg com os dois álbuns previamente lançados, e o intenso interesse pelo trabalho do grupo acabou resultando na reunião da banda, em 1996. O famigerado terceiro álbum desconhecido foi lançado em 1998 com o nome The Garden. Nos anos seguintes, o Silver Apples lançou diversos álbuns de novo material. Em 1999, a van de turnê do grupo sofreu um acidente, quebrando o pescoço de Simeon. Após longa recuperação, o músico ainda não consegue tocar o teclado como antes, tendo perdido parte do movimento nas mãos. Desde então, as atividades da banda têm sido cada vez menores.

## Discografia

### Álbuns de estúdio
Faixas de Silver Apples (álbum)
1. "Oscillations" (Danny Taylor, Stanley Warren)  2:48
2. "Seagreen Serenades" (Simeon, Warren)     2:55
3. "Lovefingers" (Simeon, Warren)     4:11
4. "Program" (Simeon, Warren)    4:07
5. "Velvet Cave" (Simeon, Warren)     3:30
6. "Whirly-Bird" (Simeon, Warren)     2:41
7. "Dust" (Simeon, Warren)     3:40
8. "Dancing Gods" (cerimonial dos índios Navajos)     5:57
9. "Misty Mountain" (Eileen Lewellen, Simeon) 3:26

Créditos de Silver Apples (álbum)
- Banda
  - Dan Taylor - bateria, percussão, vocal.
  - Simeon - oscilador eletrônico, banjo, vocal.
- Produção
  - Don Van Gorden – engenharia de som.
  - Anonymous Arts - Arte (capa).
  - Virginia Dwan - Fotografia.

Faixas de Contact (álbum)
1. "You and I" (Simeon Coxe III, Danny Taylor) – 3:24
2. "Water" (Simeon, Taylor) – 4:18
3. "Ruby" (Joy May Creasy, Simeon, Taylor) – 2:32
4. "Gypsy Love" (Simeon, Stanley Warren, Taylor) – 5:36
5. "You're Not Foolin' Me" (Simeon, Taylor) – 6:26
6. "I Have Known Love" (Eileen Lewellen, Simeon, Taylor) – 3:53
7. "A Pox on You" (Simeon, Taylor) – 5:11
8. "Confusion" (Simeon, Taylor) – 3:34
9. "Fantasies" (Simeon, Taylor) – 5:57

Créditos de Contact (álbum)
- Banda
  - Danny Taylor - bateria, percussão, vocal.
  - Simeon - oscilador eletrônico, banjo, vocal.

Produção
- - Jack Hunt – engenharia de som.
  - Charlie Silver - Fotografia (capa).

Faixas de Beacon (álbum)
1. I Have Known Love (Lewellen, Silver Apples) - 3:46
2. Together (Silver Apples, Simeon) - 4:12
3. Love Lights (Silver Apples, Simeon) - 4:23
4. You and I (Silver Apples, Simeon) - 4:20
5. Hocus Pocus (Silver Apples, Simeon) - 3:21
6. Cosmic String (Silver Apples, Simeon) - 5:04
7. Ancient Path (Silver Apples, Simeon) - 4:09
8. The Dance (Simeon) - 3:35
9. The Gift (Silver Apples, Simeon) - 5:13
10. Daisy (Simeon) - 5:24
11. Misty Mountain (Lewellen, Silver Apples) - 4:22

Créditos de Beacon (álbum)
- Steve Albini: engenharia de som.
- Xian Hawkins: teclados.
- Michael Lerner: bateria.
- Simeon: teclado, vocal, oscilador eletrônico.
- Nick Webb: masterização.

Faixas de The Garden
1. I Don't Care What the People Say (Simeon) - 3:08
2. Tabouli Noodle (Simeon) - 4:18
3. Walkin' (Simeon) - 4:07
4. Cannonball Noodle (Simeon) - 5:29
5. John Hardy (Tradicional) - 2:22
6. Cockroach Noodle  (Simeon) - 2:24
7. The Owl (Simeon) - 3:23
8. Swamp Noodle (Simeon) - 2:58
9. Mustang Sally (Rice) - 3:15
10. Anasazi Noodle (Simeon) - 3:20
11. Again (Traditional) - 2:58
12. Starlight Noodle (Simeon) - 4:39
13. Mad Man Blues (Simeon) - 3:13
14. Fire Ant Noodle (Simeon) - 3:43

Faixas de Decatur  (álbum)
1. Decatur (Silver Apples) - 42:10

Créditos Decatur  (álbum)
- Greg Chapman: Liner notes.
- Michael Lerner: Percussão.
- Simeon: Teclados, Oscilador.
- Tim Smith: Produção, Engenharia de som, Masterização.

### Compactos
- Oscillations/Misty Mountain, KAPP Records, 1968, 45 single
- You & I/I Have Known Love, 1969, 7" Single
- Enraptured, 1997, 7"Single
- Fractal Flow/Lovefingers, Whirlybird Records, 1997, CD
- I Don't Know, Gifted Children Records, 2007, 7" Split Single (with One Cut Kill)

### Compilações
- Silver Apples, MCA, 1997, CD (relançamento do primeiro e do segundo álbum)
- Silver Apples / Alan Vega, play loud!, 2006